# نقض حقوق اصناف و گروه‌ها در جمهوری اسلامی ایران
در این نوشتار، نقض حقوق اصناف و گروه‌ها توسط نظام جمهوری اسلامی ایران، مورد بررسی قرار گرفته‌است.

## وکیلان، حقوق‌دانان و فعالان حقوق بشر
«عکس‌های پزشکی قانونی زنجان، نشان می‌دهد که تن من از شانه و سینه تا بازو و ران پا چگونه توسط مردان [زندانبان] دریده شده بود…. من بارها و بارها، چه در سلول‌های انفرادی و چه در بند عمومی زندان اوین، حتی در بند عادی زنان زندان زنجان، روایت‌هایی از تعرض‌های [جنسی] مردان حکومت جمهوری اسلامی ایران نسبت به زنان را شاهد بوده‌ام و شنیده‌ام». نرگس محمدی

### بازداشت دادخواهان سلامت
دو وکیل دادگستری به نام‌های مصطفی نیلی، آرش کیخسروی و دو فعال مدنی مهدی محمودیان و مریم افرافراز از دادخواهان سلامت و نیز خواهان شکایت از سید علی خامنه‌ای به دلیل مدیریت نادرست در دوره همه‌گیری ویروس کرونا بازداشت شدند که البته ۲۳ سازمان حقوق بشری و اعضای جامعه مدنی در اعتراض به تداوم این بازداشت‌ها و نیز بازداشت‌های خودسرانه شهروندان در ایران، بیانه‌ای اعتراضی صادر کردند.

## استادان دانشگاه و معلمان
در ۱۲ اسفند ۱۳۸۵، آموزگاران و دبیران، اعتراضاتی را در شهرهای مختلف ایران برای برابری حقوق و مزایا با سایر مشاغل دولتی در «نظام هماهنگ پرداخت»، سازماندهی کردند. این اعتراضات، دو هفته، ادامه یافت تا اینکه پلیس ضد شورش و نیروهای امنیتی در ۱۳ مارس، صدها تن از معلمان معترض را دستگیر کردند. این دستگیری‌ها تا نیمه آوریل ادامه یافت.

## روزنامه‌نگاران و خبرنگاران
جمهوری اسلامی رکورددار قتل روزنامه‌نگاران در نیم قرن اخیر است.

## فعالان محیط زیست
قوه قضائیه حکومت جمهوری اسلامی ایران روز ۲۹ مهر ۱۳۹۷ (۲۱ اکتبر ۲۰۱۸) پنج تن از فعالان محیط زیست به نام‌های طاهر قدیریان، هومن جوکار، سپیده کاشانی، مراد طاهباز و نیلوفر بیاتی را مفسد فی الارض اعلام کرد. این افراد به همراه کاووس سید امامی، سام رجبی و امیرحسین خالقی در بهمن ۹۶ توسط سازمان اطلاعات سپاه پاسداران انقلاب اسلامی بازداشت شده و مدت‌ها بدون طرح اتهام در سلول‌های انفرادی محبوس بودند. کاووس سیدامامی در زندان به طرز مشکوکی کشته شد. محمدحسین آقاسی وکیل یکی از متهمین اعلام کرده‌است که این اتهام ثابت نشده و بایستی مدارک کافی ارائه شود.

## کارگران
مقامات جمهوری اسلامی اصرار دارند که کارگران ایرانی، مطالبات صنفی خود را از طریق «خانه کارگر» دنبال کنند؛ ولی کارگران اعتقاد دارند که این تشکیلات، جانبدارانه عمل می‌کند و در دفاع از حقوقشان، بیشتر، سیاست رسمی را به اجرا می‌گذارد. کارگران ایران، خود، اتحادیه‌های مستقلی در صنایع گوناگون سراسر کشور ایجاد کرده‌اند که به دلیل نارضایتی کارگران، از وضعیت نامناسب اقتصادی کشور، با استقبال شایان توجهی مواجه شده‌است.

## سندیکای کارگران اتوبوسرانی
پس از آنکه ده تن از اعضای سندیکای کارگران شرکت واحد اتوبوسرانی تهران و حومه روز ۱ دی ۱۳۸۴ به حکم دادستان تهران بازداشت شدند، در شامگاه شنبه ۳ دی ۱۳۸۴، بیش از ۱۲۰۰ راننده مناطق ۶، ۱۰ و ۸ شهر تهران، دست به اعتراض زدند و کارکنان شیفت روز بعد نیز به آن‌ها ملحق شدند. شماری از کارکنان فنی نیز سرکار نرفتند.
پس از این حادثه در ۸ بهمن ۱۳۸۴ مأموران ضد شورش جمهوری اسلامی ایران با دستگیری شماری از اعضا سندیکای شرکت واحد اتوبوسرانی تهران سعی کرده‌اند مانع از اعتصاب آن‌ها شوند. این افراد خواستار آزادی منصور اسانلو، رئیس هیئت مدیره سندیکای شرکت واحد اتوبوسرانی تهران بودند. اسانلو در پی اعتراض‌های صنفی بازداشت شد و بیش از هفت ماه در زندان به سر برد.

## بازنشستگان
حقوق شمار چشمگیری از بازنشستگان توسط حکومت جمهوری اسلامی، نقض شده‌است که از سوی برخی از رسانه‌های خبری و سازمان‌های پشتیبان حقوق بشر، گزارش شده‌است.

### اعتراضات سراسری ۱۳۹۹
چشمگیرترین اعتراضات سال ۱۳۹۹، گردهمایی‌های سراسری بازنشستگان، از جمله، در ۱۵ بهمن و در شهرهای تهران، ساوه، اصفهان، تبریز، اراک، کرمانشاه، نیشابور، اردبیل… و در اعتراض به شدت فقر و نیز همسان نبودن مزدها بود.

### اعتراضات دیگر
- در ۱۵ فروردین ۱۴۰۰، بازنشستگان سازمان تأمین اجتماعی، از جمله، بازنشستگان کارگر در بیش از ۲۰ شهر ایران، به فقر و گرانی و پایین بودن دستمزد…، اعتراض کردند.[۱۳]
- در روزهای ۱۱ بهمن، ۱۵ بهمن، ۲۷ بهمن و ۲۹ بهمن ۱۳۹۹ بازنشستگان کارگر در اعتراض به پایین بودن دستمزدشان در برخی از شهرهای ایران، گردهمایی‌هایی اعتراضی برگزار کردند.[۱۴]